# Purkin kuk
Purkin kuk je název kopce a ilyrského hradiště na ostrově Hvar nedaleko města Stari Grad.

## Poloha
Nachází se na jihovýchod od Starého Gradu a na západ od obce Dol, v nadmořské výšce 276 m. Je vzdálen asi 1. km vzdušnou čarou od Starého Gradu. Hradiště nabízí výhled na celé okolí včetně města Stari Grad a Starigradské pláně.

## Popis
Na vrchu se nachází největší kamenná mohyla (hradiště) na ostrově. Na konci 19. století prováděl na tomto místě archeologický průzkum Šime Ljubić. Další výzkum lokality proběhl v letech 1978 - 1979 pod vedením prof. Marina Zaninoviće z Katedry archeologie Filozofické fakulty Záhřebské university (Sveučilište u Zagrebu). Na západ od hradiště jsou megalitické zdi, jejichž funkce nebyla zatím spolehlivě určena. Tyto zdi jsou mladší než Ilyrské kamenné mohyly. Kamenná mohyla mohla mít v ilyrském období nějaký rituální význam. Možná, že Řekové později postavili menší chrám na západní straně mohyly, jehož pozůstatky jsou zdi postavené technikou zdění nasucho (bez omítky). Zbytky těchto zdí tvoří čtvercový půdorys se vstupem od jihu.
Výzkum této stavby nepokračoval, takže jeho skutečná funkce nebyla zatím spolehlivě určena. Může to být řecká pevnost postavená na základech starší ilyrské stavby.

## Zajímavosti
Na severním svahu Purkina kuku (východně od hradiště) je historická památka Likorova kuća (česky Lékařův dům).
Purkin kuk a Likorova kuća jsou dnes mezi turisty oblíbené jako vyhlídková místa a vede k nim značená turistická stezka ze severu od silnice číslo 116. Turistické sdružení Stari Grad navrhlo v roce 2020 vybudování naučné strezky. Tento projekt měl být financován z prostředků Evropské unie ve výši 330 000 Kn. Nebyl (informace k červnu 2021) dosud realizován.

## Galerie

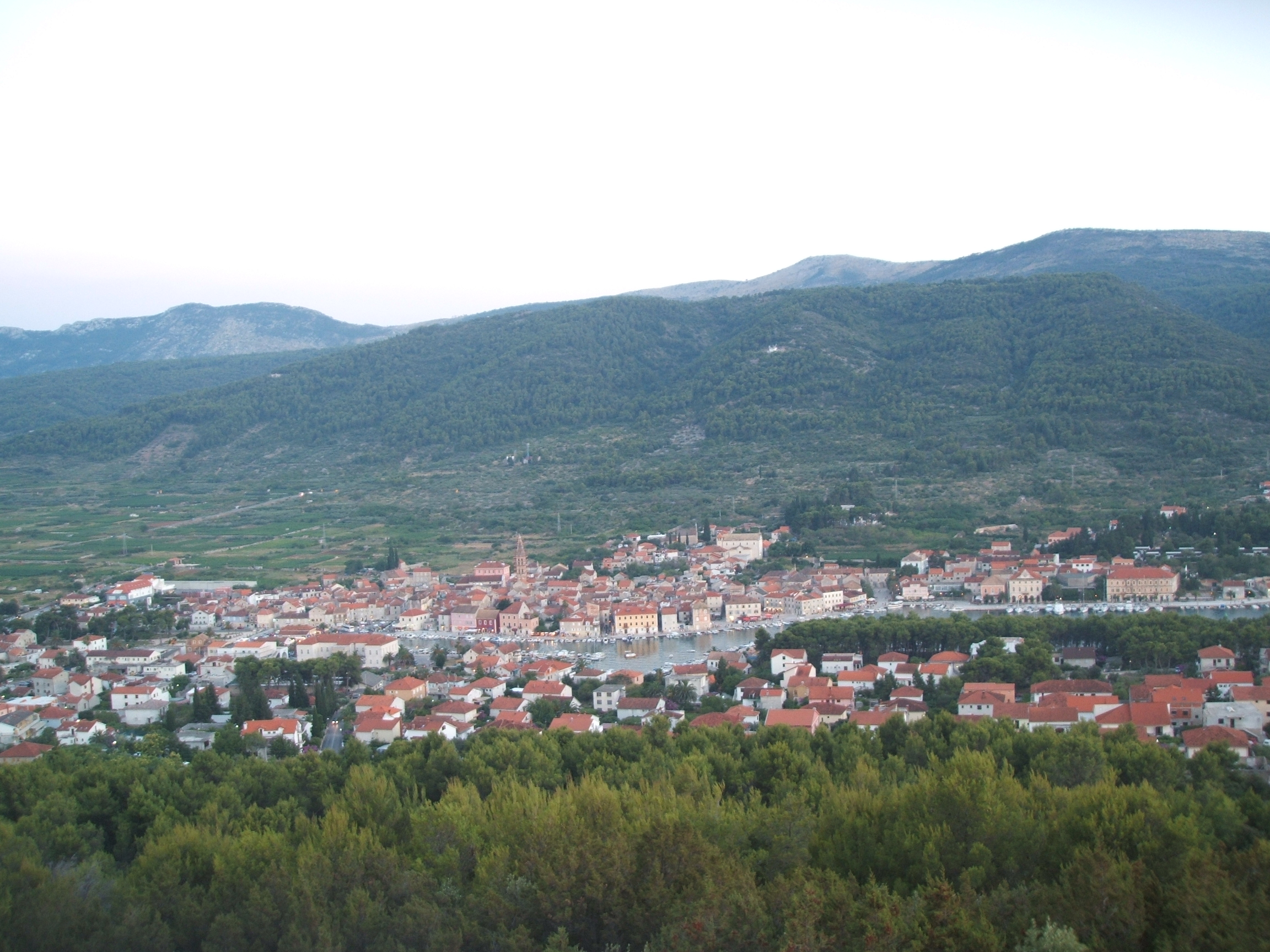
Pohled z kopce Glavica na Stari Grad a kopec Purkin kuk.
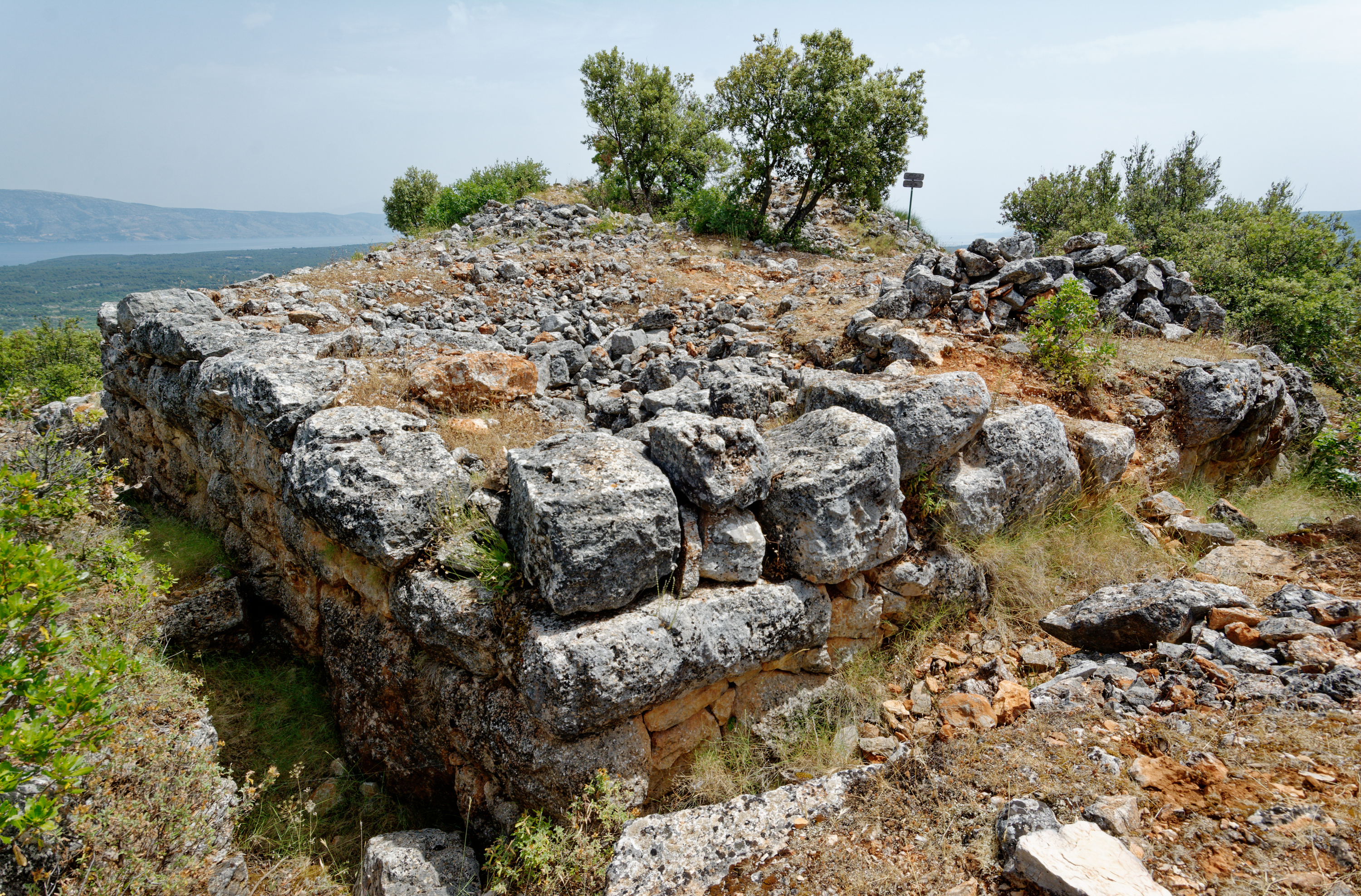
Zbytky starořeckého zdiva
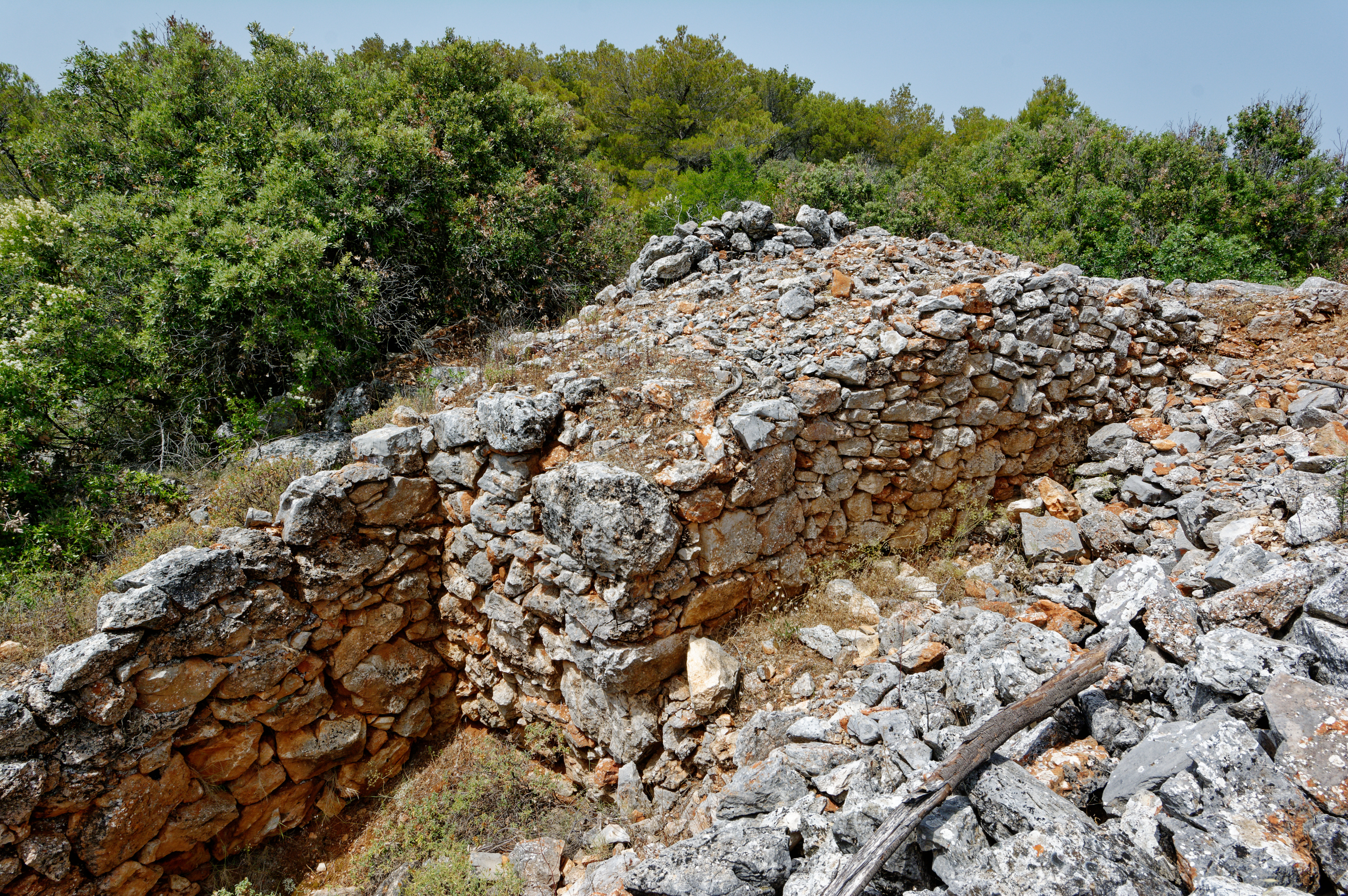
Zbytky starořeckého zdiva, pravděpodobný vstup do budovy